# Neuburg an der Donau

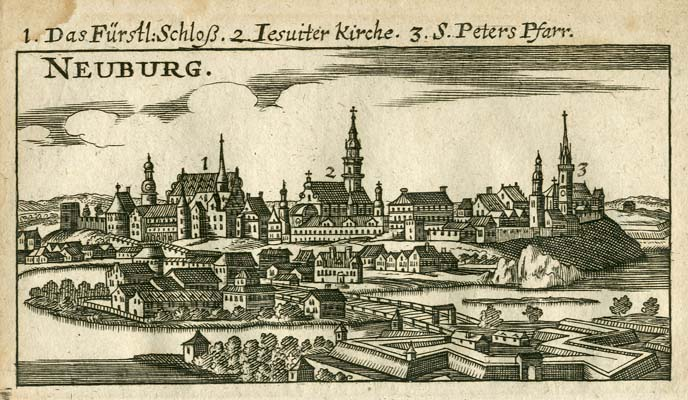
Neuburg. Miedzioryt (Christoph Riegel: Der getreue Reiß-Gefert, 1687)

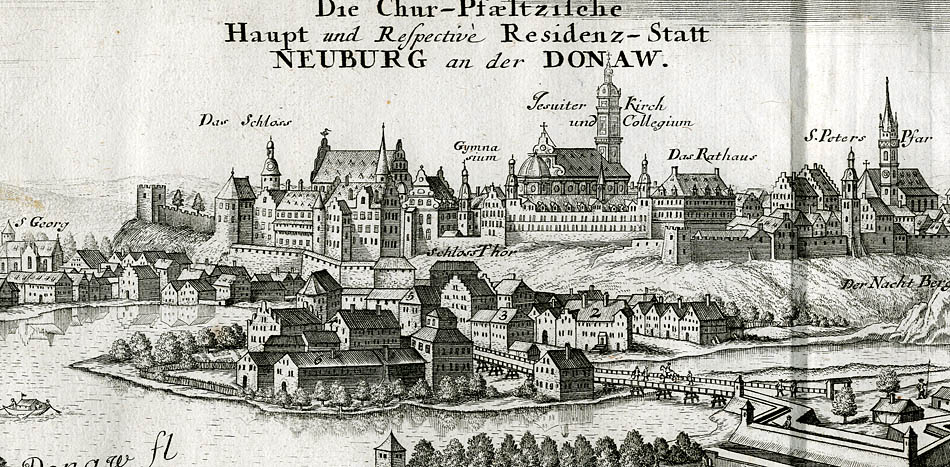
Nwuburg. Miedzioryt (Gabriel Bodenehr, Augsburg, ok. 1720)

Neuburg an der Donau, Neuburg a.d. Donau – miasto powiatowe w Niemczech, w kraju związkowym Bawaria, w rejencji Górna Bawaria, w regionie Ingolstadt, siedziba powiatu Neuburg-Schrobenhausen oraz wspólnoty administracyjnej Neuburg an der Donau, do której jednak miasto nie należy. Leży około 80 km na północny zachód od Monachium, nad Dunajem, przy drodze B16, B16a i linii kolejowej Ingolstadt – Donauwörth.

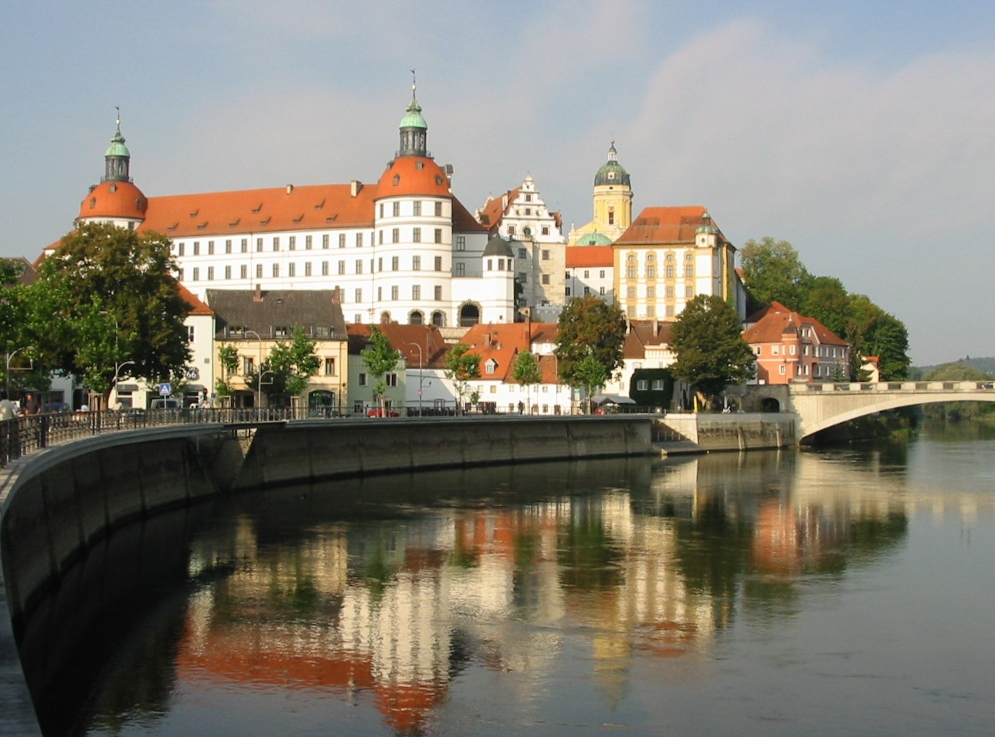
Zamek Neuburg

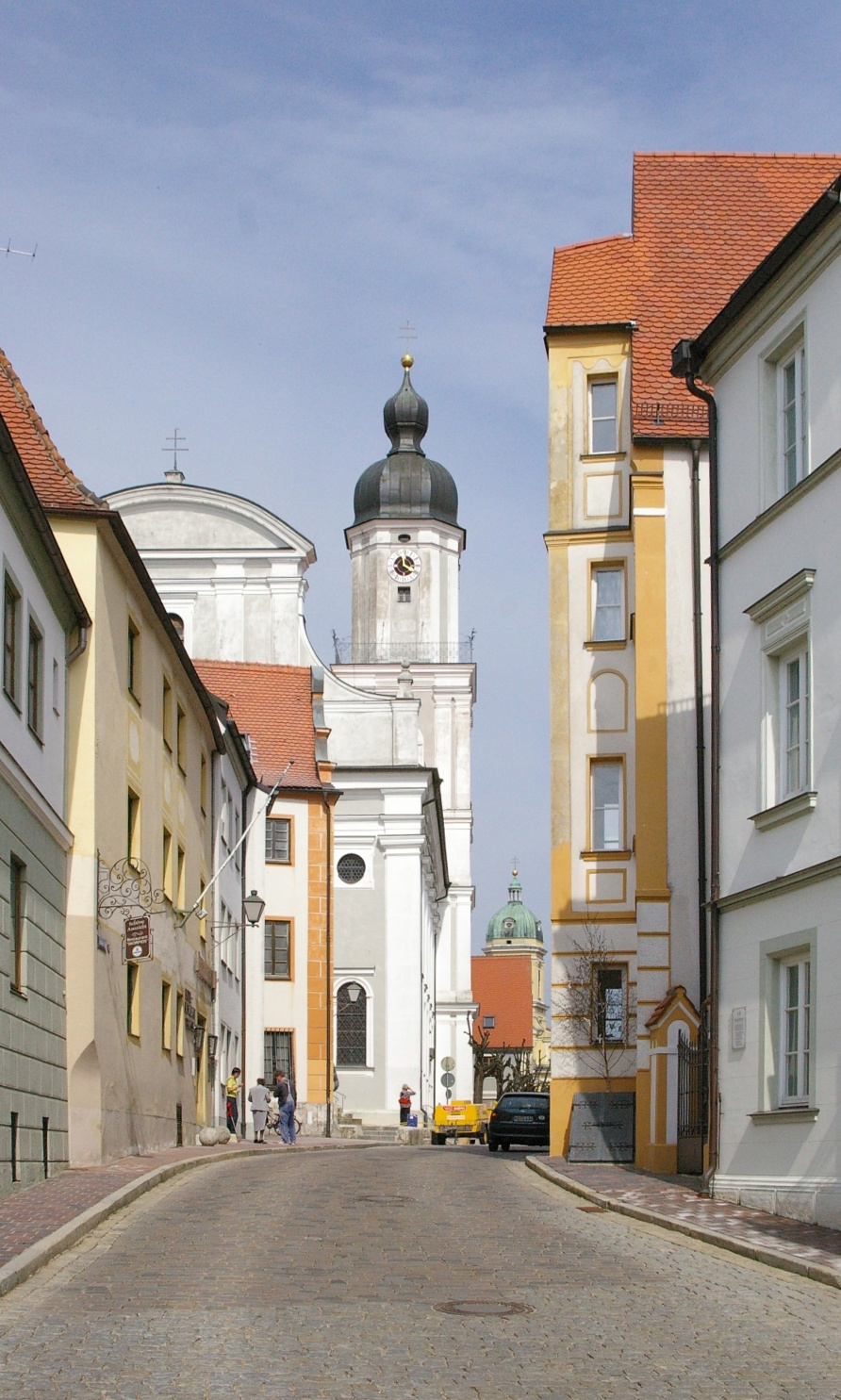
Stare Miasto

## Demografia
| Rok  | Liczba mieszk. |
| ---- | -------------- |
| 1970 | 23 758         |
| 1987 | 24 157         |
| 2000 | 27 715         |
| 2006 | 27 951         |

### Struktura wiekowa
Dane o ludności z 31 grudnia 2008:
| Opis                                | Ogółem | Ogółem | Kobiety | Kobiety | Mężczyźni | Mężczyźni |
| ----------------------------------- | ------ | ------ | ------- | ------- | --------- | --------- |
| Jednostka                           | osób   | %      | osób    | %       | osób      | %         |
| Populacja                           | 28 136 | 100    | 14 166  | 50,35   | 13 970    | 49,65     |
| Wiek przedprodukcyjny (0–17 lat)    | 4983   | 17,71  | 2443    | 8,68    | 2540      | 9,03      |
| Wiek produkcyjny (18–65 lat)        | 17 720 | 62,98  | 8526    | 30,3    | 9194      | 32,68     |
| Wiek poprodukcyjny (powyżej 65 lat) | 5433   | 19,31  | 3197    | 11,36   | 2236      | 7,95      |

## Polityka
Nadburmistrzem miasta jest Bernhard Gmehling z CSU, do 2002 urząd ten obejmował Günter Huniar, rada gminy składa się z 30 osób.
|      | CSU | SPD | Zieloni | FDP/LfN | FW/DU/NBB | Razem |
| 2008 | 15  | 6   | 1       | 2       | 6         | 30    |
| 2002 | 15  | 7   | 1       | 1       | 6         | 30    |

## Zabytki
Miasto zachowało w bardzo dobrym stanie układ urbanistyczny, w granicach dawnych murów miejskich pochodzący z okresu średniowiecza oraz większość najcenniejszych elementów dawnej zabudowy. Spośród zabytków należy wymienić m.in.:
- Zamek Neuburg z kaplicą zamkową, z XVI-XVIII w., obecnie mieści Muzeum Zamkowe i Bawarską Galerię Państwową;
- Fragmenty murów miejskich z basztami i dwoma bramami: Górną i Dolną;
- Kościół Matki Boskiej;
- Kościół parafialny św. Piotra;
- Kościół św. Augustyna (pofranciszkański) z poł. XVII w.;
- Kościół św. Ducha (pierwotnie szpitalny) z XVI (XVIII) w.;
- Kościół św. Urszuli z przełomu XVII i XVIII w.;
- Klasztor Sankt Maria (urszulanek) z przełomu XVII i XVIII w.;
- Dom Weveldów (niem. Weveldhaus), obecnie mieści Muzeum Miejskie;
- Ratusz;
- Dawna Mennica (niem. Die Münz);
- Dawny spichlerz książęcy, obecnie Teatr Miejski (niem. Stadttheater).

## Współpraca
Miejscowości partnerskie:
- Hamburg
- Jesionik, Czechy
- Malcesine, Włochy
- Neuchâtel, Szwajcaria
- Sète. Francja
- Velká Kraš, Czechy
- Vidnava, Czechy
- Wachenheim an der Weinstraße, Nadrenia-Palatynat